# Heinkel Wespe
Heinkel Wespe – był to bliźniaczy projekt samolotu Heinkel Lerche z przełomu lat 1944/1945 powstający w zakładach Heinkel. Od „bliźniaka” różnił się mniejszymi gabarytami oraz jednym silnikiem.

## Literatura
- Luftwaffe Secret Projects - Ground Attack & Special Purpose Aircraft, D. Herwig & H. Rode